# Тулия (дъщеря на Цицерон)
Вижте пояснителната страница за други личности с името Тулия.
Тулия Цицеронис (на латински: Tullia Ciceronis; Tulliola; * 5 август 79 или 78 пр.н.е.; † февруари 45 пр.н.е.), от баща си наричана Тулиола e единствената дъщеря на римския политик и оратор Марк Тулий Цицерон и неговата първа съпруга Теренция.
Нейният по-малък брат Марк Тулий Цицерон Младши (* 65 пр.н.е.) е консул през 30 пр.н.е.
През 67 пр.н.е. тя е сгодена за Гай Калпурний Пизон Фруги († 57 пр.н.е.) и през декември 63 пр.н.е. омъжена.
Пизон е син на Луций Калпурний Пизон Фруги (претор 74 пр.н.е.) и правнук на историка Луций Калпурний Пизон Фруги и вероятно ученик на баща ѝ. Той е талантлив млад оратор. През 58 пр.н.е. е квестор и заедно с Тулия се застъпват при неговияя далечен роднина, тогавашния консул Луций Калпурний Пизон Цезонин, за връщането на Цицерон от изгнание. Той умира през 57 пр.н.е. преди Тулия да посрещне баща си на рождения си ден в Брундизиум.
Следващата година се жени за Фурий Красип, квестор през 54 пр.н.е. През 51 пр.н.е. се развеждат. От двата си брака Тулия няма деца.
През 50 пр.н.е. Тулия сключва трети брак с Публий Корнелий Долабела, консул 44 пр.н.е. и привърженик на Юлий Цезар. Баща ѝ не е доволен, той искал тя да се омъжи за Тиберий Нерон, но понеже през това време се намирал в Киликия, Тулия и майка ѝ предпочели атрактивния Долабела.
На 10 януари 49 пр.н.е. Юлий Цезар пресича Рубикон, тогава Цицерон и синът му напускат Италия. В началото на май Тулия отива при баща си в Куме и там ражда два месеца по-рано син на 19 май 49 пр.н.е., който умира скоро след раждането. В това време Долабела е при Цезар. Тулия се връща в Рим и през зимата се разболява тежко. Тя живее от юни до август 47 пр.н.е. при баща си в Брундизиум. Тя вижда отново съпруга си през юни 46 пр.н.е., когато се връща с Цезар от Александрия.
На 10 ноември 46 пр.н.е. бракът на Тулия е разтрогнат. По това време тя е отново бременна.
Тулия умира през февруари 45 пр.н.е. в едно имение на баща си в Тускулум след раждането на втория си син Лентул, който също умира малко след това. Цицерон изпада в дълбока скръб и се развежда дори с втората си съпруга понеже тя не е в достатъчно дълбок траур. С Долабела той се кара дълго за връщането на зестрата.